# Gare de Zwijndrecht
La gare de Zwijndrecht est une gare ferroviaire belge de la ligne 59, de Gand-Dampoort à Anvers-Berchem. Elle est située dans la ville de Zwijndrecht située en Région flamande dans la province d'Anvers.
Mise en service en 1891 par la Compagnie du chemin de fer d'Anvers à Gand par Saint-Nicolas et Lokeren et déplacée par les Chemins de fer de l'État belge, c’est une halte ferroviaire de la Société nationale des chemins de fer belges (SNCB) desservie par des trains Suburbains (S34 et S53).

## Histoire
La « halte de Zwyndrecht » est mise en service le 23 avril 1849 par la « Compagnie du chemin de fer d'Anvers à Gand par Saint-Nicolas et Lokeren » sur la ligne de Gand-Waes à Anvers-Rive gauche mise en service de 1844 à 1847,.
Zwijndrecht était encore une halte lorsque la ligne et ses gares furent intégrées, en 1896, dans le réseau de l’administration des Chemins de fer de l'État belge.
L’État belge construisit une véritable gare, inaugurée le 1er janvier 1904, à un emplacement plus approprié et la halte d’origine fut désaffectée,.
La nouvelle gare fut construite plus près du centre et dotée d'un bâtiment des recettes de plan type 1895.
Dans le cas de Zwijndrecht, ce bâtiment en briques est doté d'une aile de cinq travées, à gauche du corps de logis. Cette aile accueillait un magasin pour les colis et bagages ainsi que le bureau et le guichet et une salle d'attente.
En 1916, la gare de Zwyndrecht prend son nom actuel de Zwijndrecht.
Le bâtiment principal a bénéficié d'extensions plus récentes[Quand ?] avant que les guichets ne ferment dans les années 2010.

## Service des voyageurs

### Accueil
Halte SNCB, c'est un point d'arrêt non géré (PANG) à accès libre. Elle équipée d'un automate pour l'achat des titres de transports.
La traversée des voies et le passage d'un quai à l'autre s'effectuent par le passage à niveau routier.

### Desserte
Zwijndrecht est desservie par des trains Suburbains (S34 et S53) (voir brochures SNCB).
En semaine, la desserte est constituée de trains S34 reliant, toutes les heures, Anvers-Central à Saint-Nicolas et Lokeren (certains étant prolongés jusque Termonde) et plusieurs trains supplémentaires Anvers-Central - Saint-Nicolas desservent également Zwijndrecht en heure de pointe.
Les week-ends et jours fériés, la gare est desservie par des trains S53 reliant Anvers-Central à Gand-Saint-Pierre.

## Comptage voyageurs
Ce graphique et tableau montre le nombre de voyageurs embarquant en moyenne durant la semaine, le samedi et le dimanche.
| Nombre de passagers qui embarquent à la gare de Zwijndrecht | Nombre de passagers qui embarquent à la gare de Zwijndrecht | Nombre de passagers qui embarquent à la gare de Zwijndrecht | Nombre de passagers qui embarquent à la gare de Zwijndrecht |
|                                                             | Semaine                                                     | Samedi                                                      | Dimanche                                                    |
| ----------------------------------------------------------- | ----------------------------------------------------------- | ----------------------------------------------------------- | ----------------------------------------------------------- |
| 1977                                                        | 443                                                         | 99                                                          | 69                                                          |
| 1978                                                        | 416                                                         | 105                                                         | 94                                                          |
| 1979                                                        | 473                                                         | 161                                                         | 80                                                          |
| 1980                                                        | 465                                                         | 91                                                          | 79                                                          |
| 1981                                                        | 500                                                         | 114                                                         | 64                                                          |
| 1982                                                        | 514                                                         | 106                                                         | 94                                                          |
| 1983                                                        | 535                                                         | 81                                                          | 86                                                          |
| 1984                                                        | 583                                                         | 147                                                         | 159                                                         |
| 1985                                                        | 478                                                         | 116                                                         | 103                                                         |
| 1986                                                        | 415                                                         | 117                                                         | 69                                                          |
| 1987                                                        | 480                                                         | 110                                                         | 128                                                         |
| 1988                                                        | 466                                                         | 158                                                         | 182                                                         |
| 1989                                                        | 429                                                         | 103                                                         | 176                                                         |
| 1990                                                        | 468                                                         | 124                                                         | 104                                                         |
| 1991                                                        | 421                                                         | 140                                                         | 109                                                         |
| 1992                                                        | 380                                                         | 146                                                         | 80                                                          |
| 1993                                                        | 399                                                         | 102                                                         | 58                                                          |
| 1994                                                        | 380                                                         | 47                                                          | 46                                                          |
| 1995                                                        | 378                                                         | 68                                                          | 56                                                          |
| 1996                                                        | 368                                                         | 43                                                          | 38                                                          |
| 1997                                                        | 398                                                         | 32                                                          | 37                                                          |
| 1998                                                        | 304                                                         | 49                                                          | 38                                                          |
| 1999                                                        | 311                                                         | 57                                                          | 26                                                          |
| 2000                                                        | 339                                                         | 30                                                          | 54                                                          |
| 2001                                                        | 297                                                         | 66                                                          | 30                                                          |
| 2002                                                        | 239                                                         | 36                                                          | 31                                                          |
| 2003                                                        | 246                                                         | 23                                                          | 22                                                          |
| 2004                                                        | 270                                                         | 52                                                          | 32                                                          |
| 2005                                                        | 215                                                         | 44                                                          | 40                                                          |
| 2006                                                        | 237                                                         | 20                                                          | 30                                                          |
| 2007                                                        | 227                                                         | 42                                                          | 46                                                          |
| 2008                                                        | -                                                           | -                                                           | -                                                           |
| 2009                                                        | 179                                                         | 38                                                          | 65                                                          |
| 2010                                                        | -                                                           | -                                                           | -                                                           |
| 2011                                                        | -                                                           | -                                                           | -                                                           |
| 2012                                                        | 182                                                         | 18                                                          | -                                                           |
| 2013                                                        | 257                                                         | 38                                                          | 73                                                          |
| 2014                                                        | 237                                                         | 38                                                          | 46                                                          |
| 2015                                                        | 226                                                         | 24                                                          | 32                                                          |
| 2016                                                        | 227                                                         | 117                                                         | 87                                                          |
| 2017                                                        | 300                                                         | 119                                                         | 105                                                         |
| 2018                                                        | 262                                                         | 113                                                         | 76                                                          |
| 2019                                                        | 401                                                         | 43                                                          | 44                                                          |
| 2020                                                        | 183                                                         | 196                                                         | 28                                                          |
| 2021                                                        | -                                                           | -                                                           | -                                                           |
| 2022                                                        | 382                                                         | 59                                                          | 60                                                          |
| 2023                                                        | 401                                                         | -                                                           | -                                                           |
| 2024                                                        | 399                                                         | 117                                                         | 139                                                         |

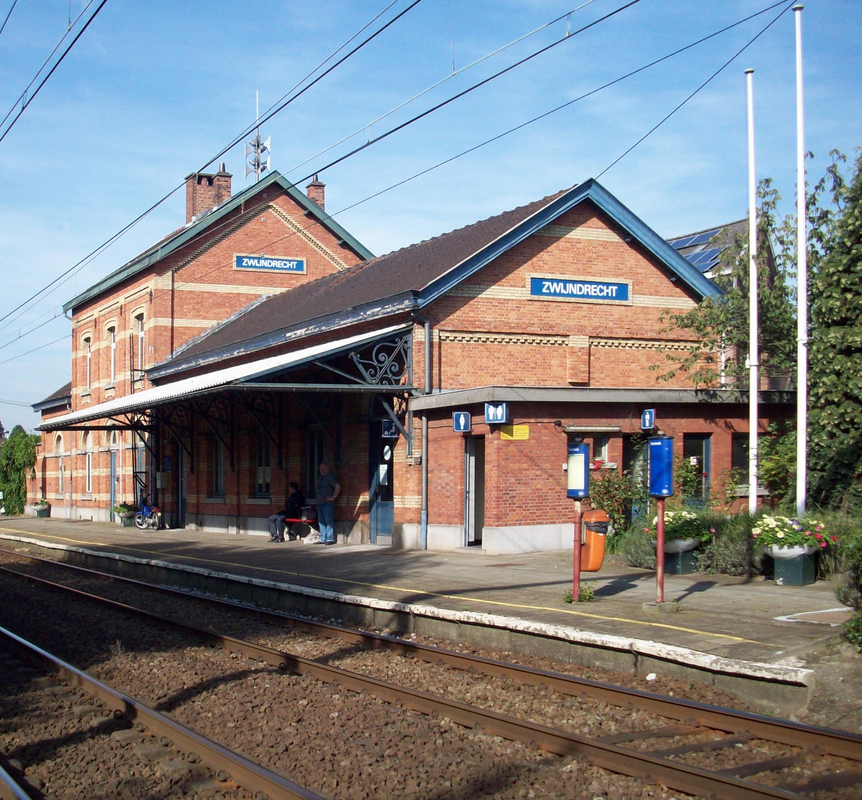
Ancien quai et marquise.
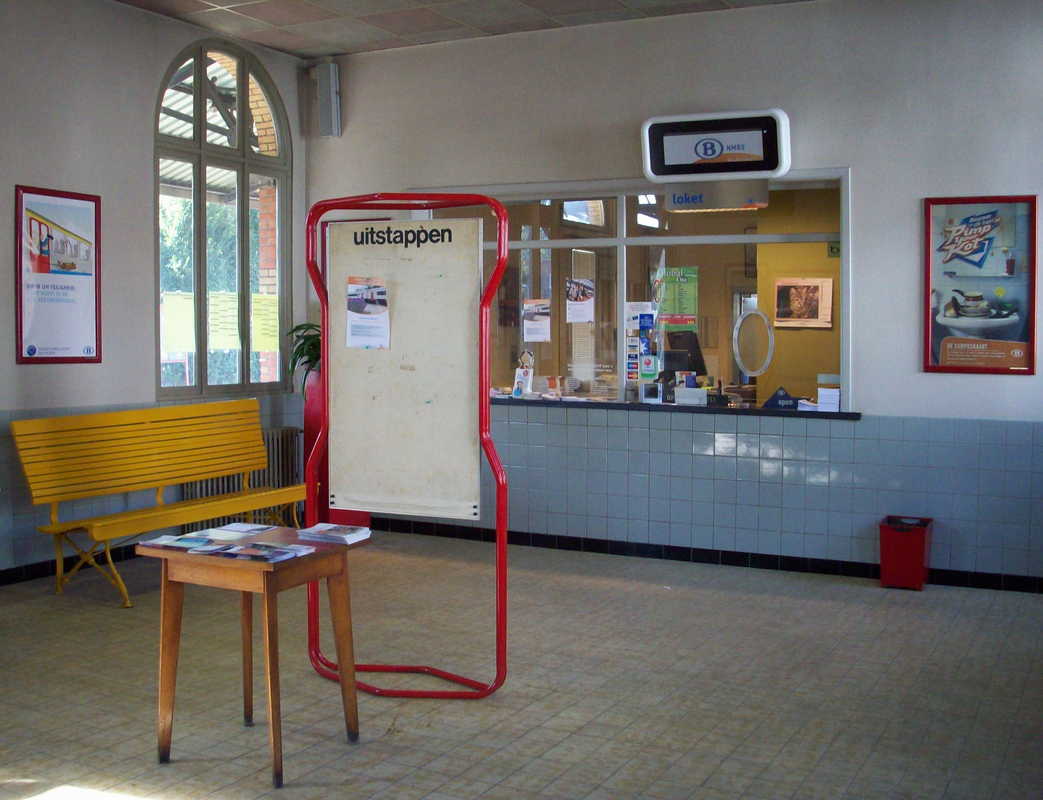
Ancien guichet (2010).
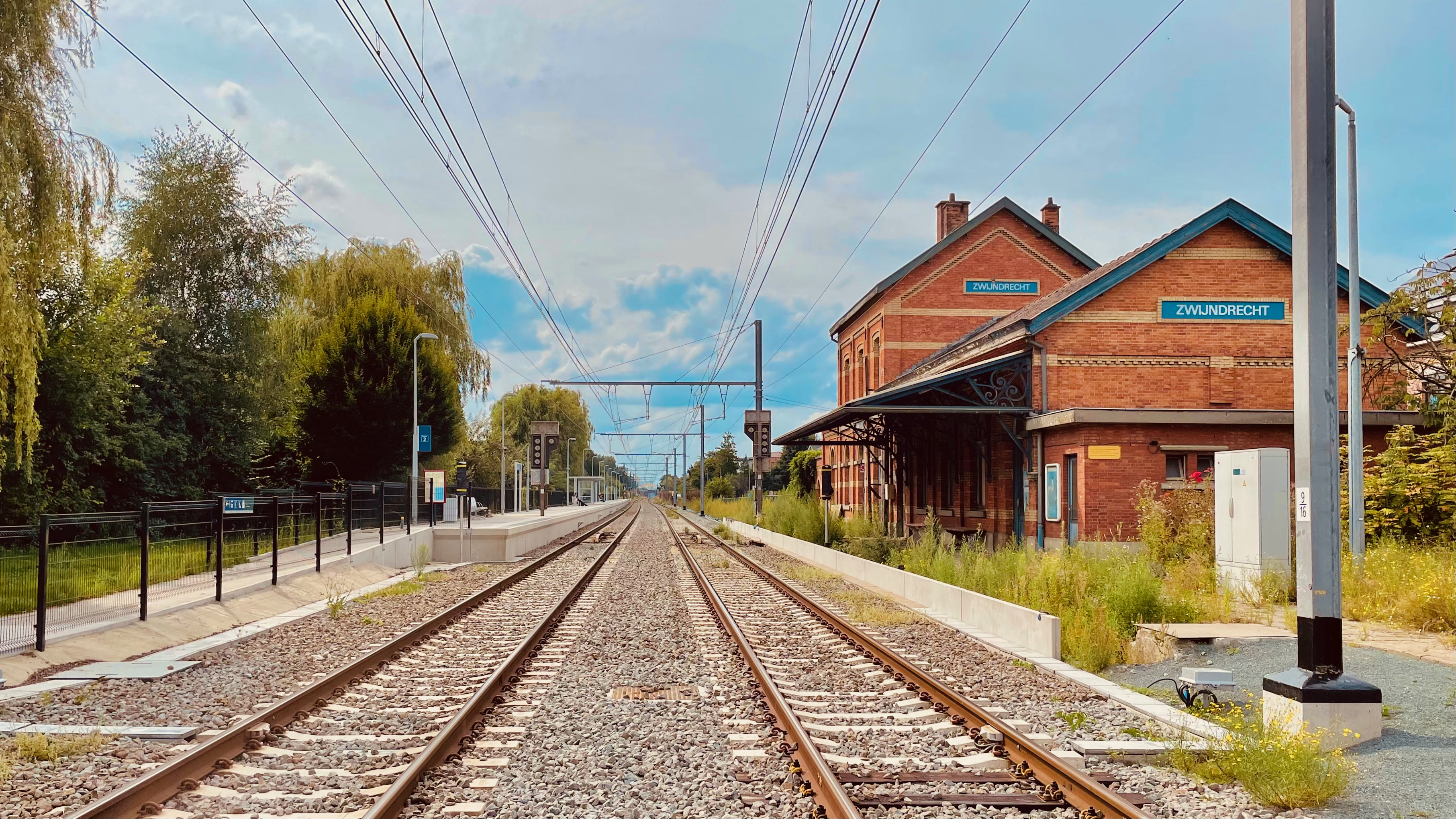
Quais et bâtiment (2021).
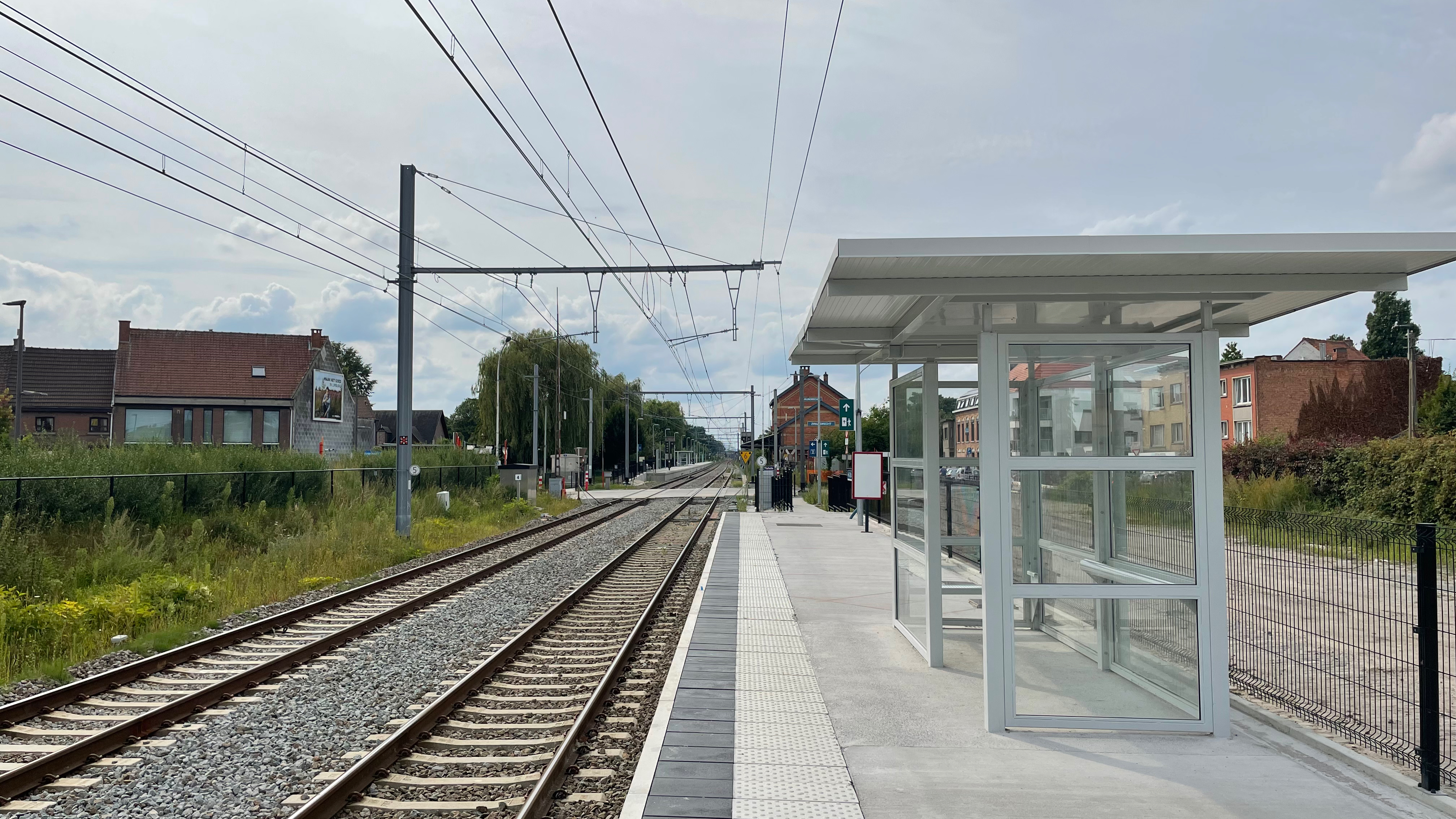
Nouveau quai décalé.